# San Guillermo (Isabela)
San Guillermo è una municipalità di quinta classe delle Filippine, situata nella Provincia di Isabela, nella Regione della Valle di Cagayan.

## Geografia antropica

### Frazioni
San Guillermo è formata da 26 baranggay:
- Anonang
- Aringay
- Burgos
- Calaoagan
- Centro 1 (Pob.)
- Centro 2 (Pob.)
- Colorado
- Dietban
- Dingading
- Dipacamo
- Estrella
- Guam
- Nakar

- Palawan
- Progreso
- Rizal
- San Francisco Norte
- San Francisco Sur
- San Mariano Norte
- San Mariano Sur
- San Rafael
- Sinalugan
- Villa Remedios
- Villa Rose
- Villa Sanchez
- Villa Teresita